# Karlberg, Tavastehus

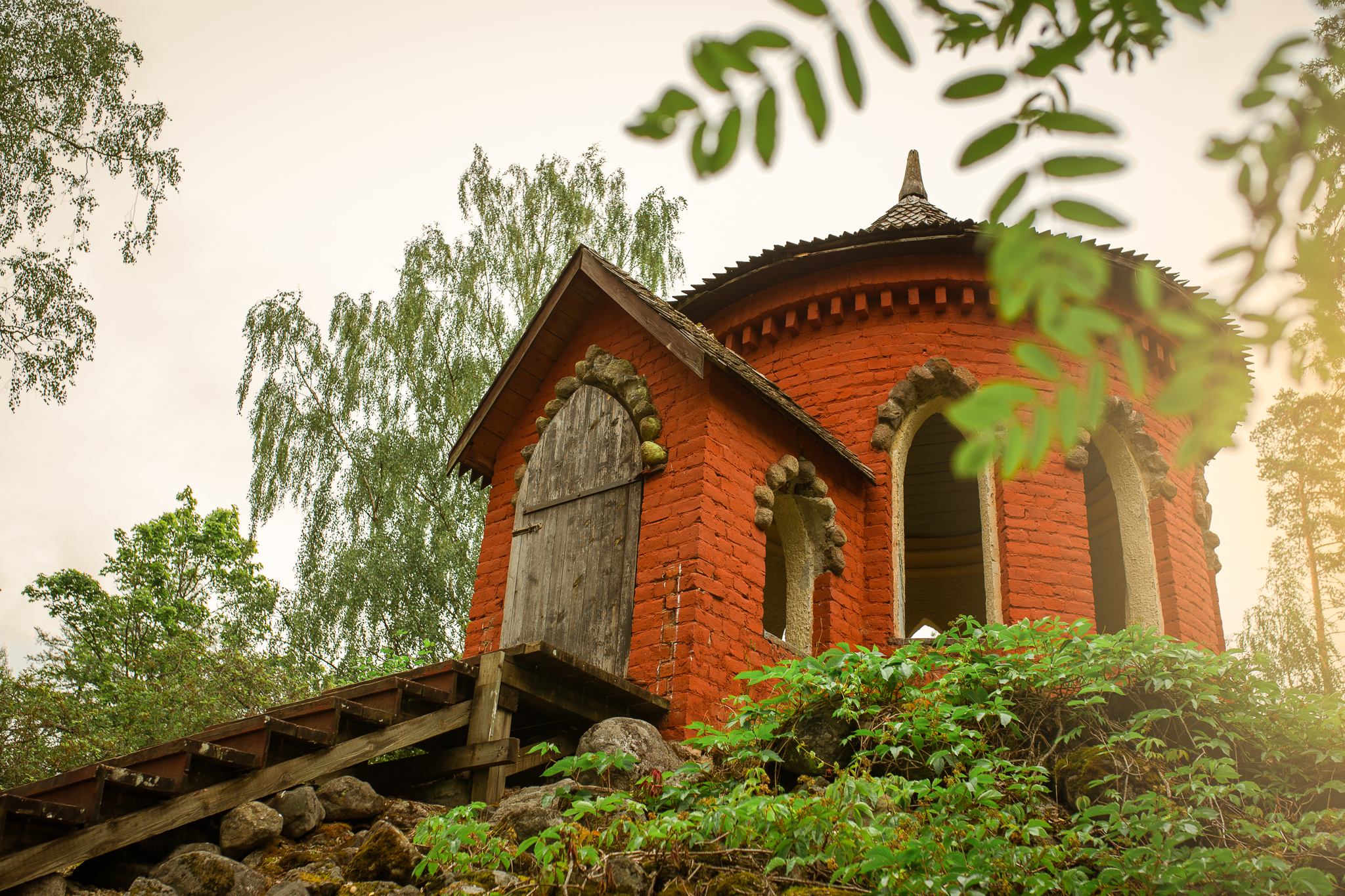
Lyckans tempel som bland annat har inspirerat Eino Leino.

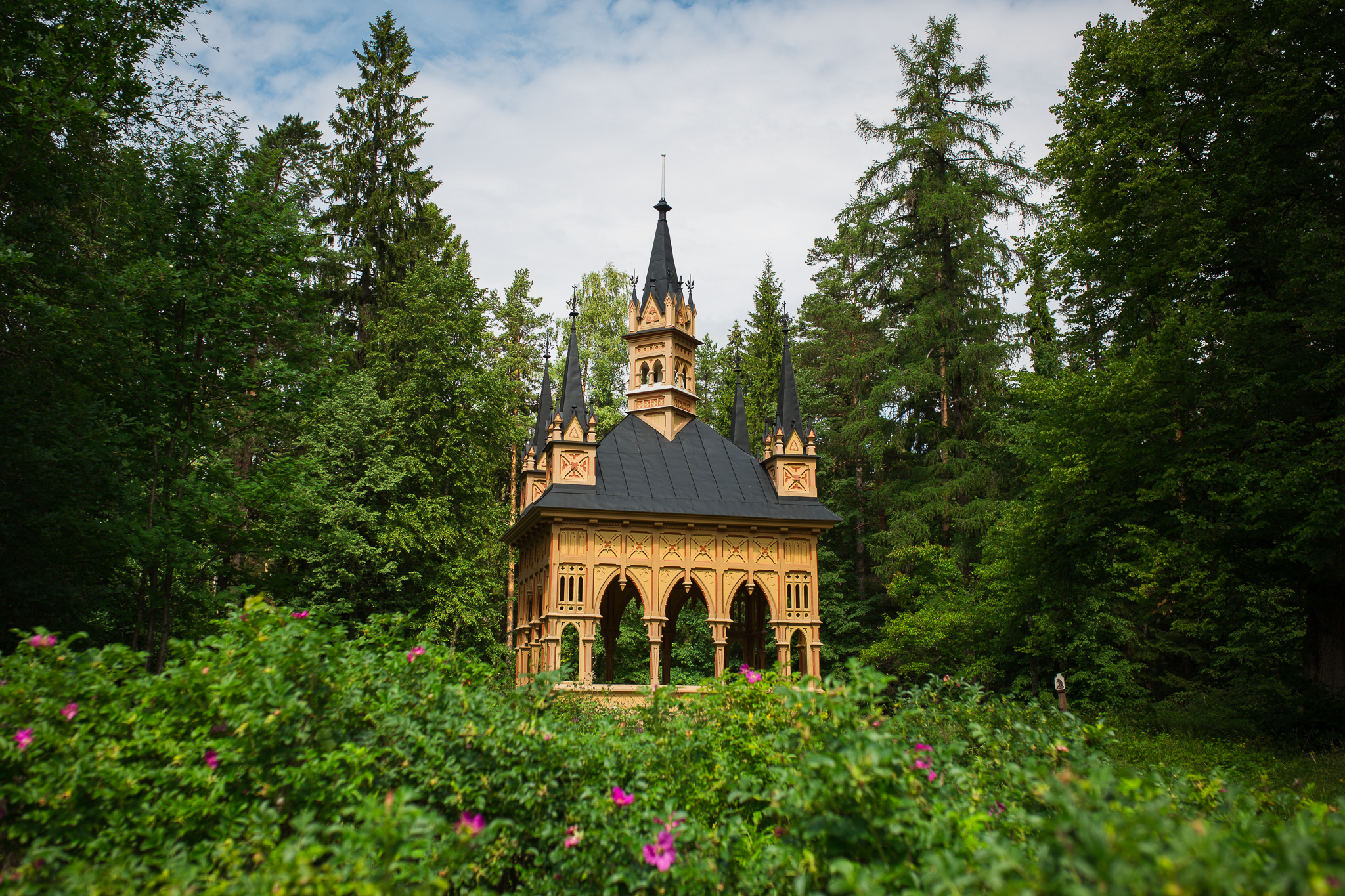
Rosentemplet som skulle bli omgärdat av en rosdal.

Karlberg eller Aulanko (finska: Aulanko) är en stadsdel, ett naturskyddsområde och ett mångsidigt aktivitets- och friluftsområde i Tavastehus stad i landskapet Egentliga Tavastland. Det finns bland annat hotell, spa, herrgård, två golfbanor, utsiktstorn, ridstall och campingområde i Karlberg. 

## Historia

### Tidig historia
Det moderna Karlbergs historia börjar år 1883, men området har varit viktigt redan tidigare. Nära Borgberget och det nuvarande utsiktstornet gick Yoldiahavets strandlinje cirka 7700 f.Kr. och Ancylussjöns strandlinje cirka 6200 f.Kr. Det betyder att Karlberg hörde till områdets första toppar som stack upp ur havet efter istiden. 

### Borgberget
Borgberget i Karlberg har blivit en av det finska nationallandskapets ikoner. Tillsammans med de byggnationer människan tillfört området föll pusslets bitar på plats för att bilda en nationell landskapsidentiet. Bland annat kompositören Jean Sibelius har utnyttjat Karlberg i sin musik. Sibelius lär ha sagt att Karlberg var inspirationen till Finlandia.[källa behövs]
Åsen i Karlberg och borgbacken var en del av en serie tavastländska fornborgar. Kedjan av fornborgar fortsätter ända till Rapola borgbacke i Sääksmäki. 

### Bondetiden
Senare fanns en bondgård vid namn Mäkelä på området. Det finns få uppgifter från denna tid, utöver de vanliga uppgifterna om skatter och mantal. I mitten av 1800-talet skedde en förändring då bondgården kom i en ståndspersons ägo. 
Den första nya ägaren var guvernementssekreteraren Carl Rennerfelt som döpte om Mäkelä till Karlberg efter sitt eget förnamn och borgberget. Efter Rennerfelt byttes ägarna ut i snabb takt: först kom häradsdomare Carl von Knorring, sedan statsrådet C.W. Gyldén och efter honom handelsfartygskaptenen F.W. von Schantz som sålde gården till general Georg Eberhard Galindo.  

### Överstens tid
Karlbergs historia i den form området är känt i dag börjar år 1883 då kapten och sedermera överste Hugo Standertskjöld köpte Karlberg vid stranden av Vanajavesi av general Georg Eberhard Galindo. Förändringen i ägandet var en så stor händelse att lokalpressen skrev synligt om händelsen. Orsaken bakom köpet var att Galindo, som var bekant till Standertskjöld, flyttade till Ryssland och ville bli av med sin tavastländska gård. Standertskjöld ville köpa ett sommarställe; vinterbostaden hade byggts bredvid kejserliga palatset på Norra Esplanaden 3 i Helsingfors. Dessutom var tågförbindelserna mellan Tavastehus och Helsingfors goda. Översten var hemma från Tavastland: han var född på Vånå gård (finska Vanaantaka) söder om Karlberg vid samma vattendrag. 

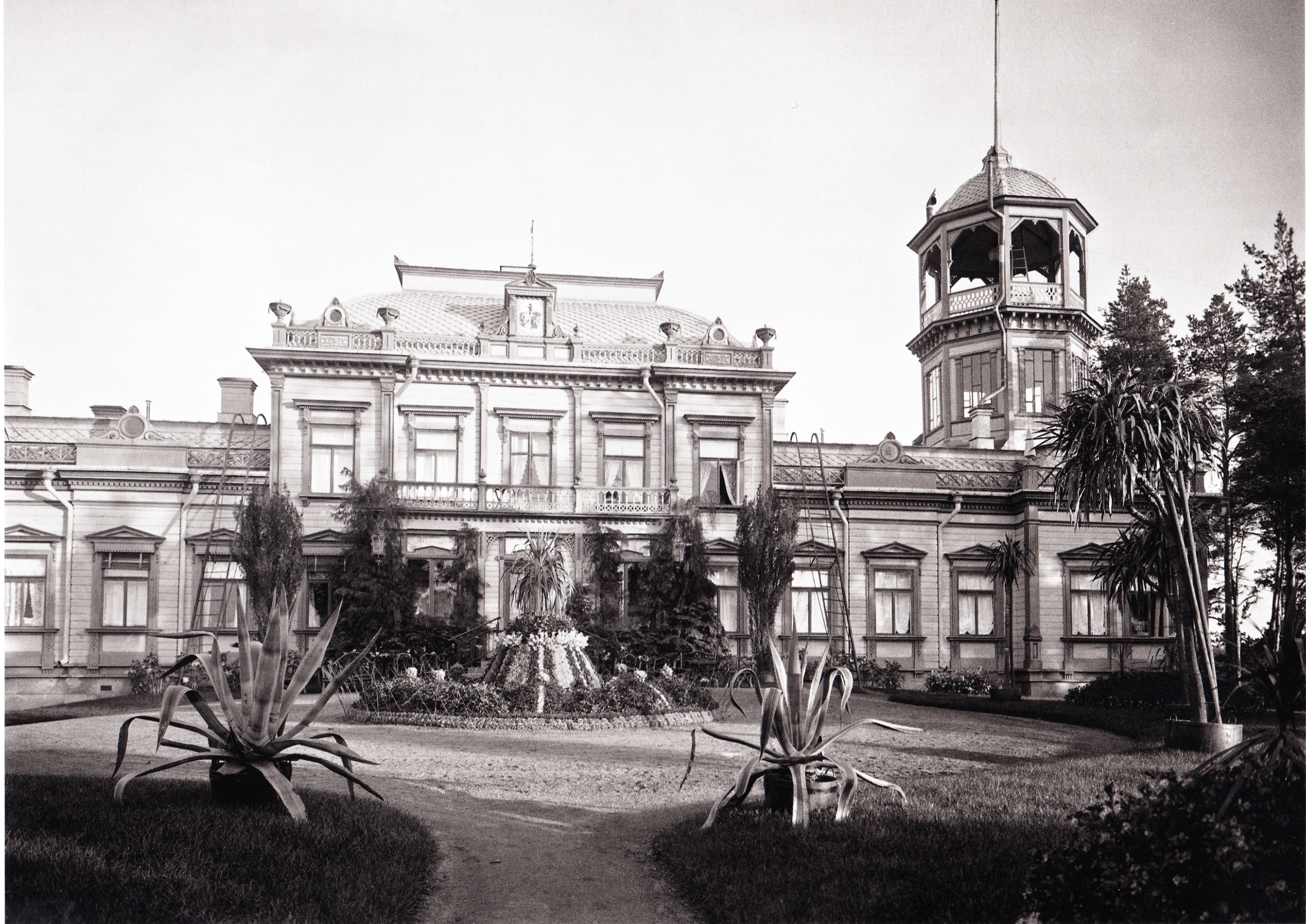
Karlberg Gård.

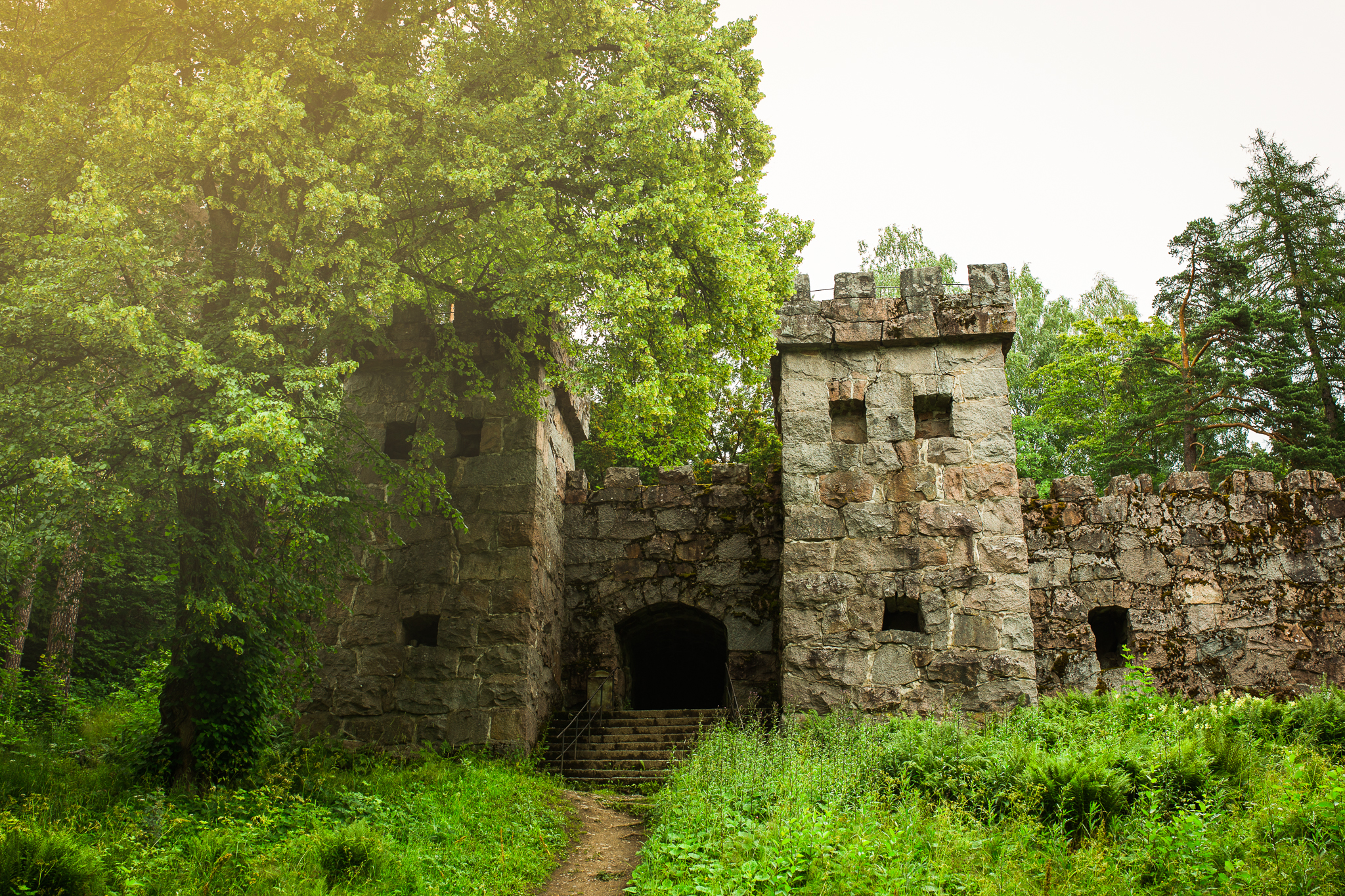
Ruinslottet.

Översten inledde omfattande byggnadsarbeten som förutom byggnader också innefattade den omgivande naturen. Nära byggnaderna placerades parklandskap, medan området mellan berget och byggnaderna gjordes till en skogspark. Huvudbyggnaden, som låg där nuvarande hotellet finns, byggdes genom att bygga om och förstora den gamla huvudbyggnaden på Karlberg. Stilmässigt var byggnaden fransk nybarock som också finns i Kavaljersflygeln som översten byggde som gäststuga. 
Ett mera omfattande projekt än byggnaderna var terrängen som gjordes om till en engelsk park. Eftersom det fanns två stora kärr på området blev de byggda till konstgjorda sjöar, Svansjön och Skogssjön. Det byggdes också konstgjorda öar i sjöarna för fåglar. Som mest krävde byggnadsarbetena 250 arbetare samtidigt. De öar som var menade för människor byggdes i Vanajavesi. Allt detta krävde många kärrstigar, gångstigar och planteringar kring dem, totalt cirka 14 kilometer. 
Dessutom spelade jordbruket sin egen roll i herrgårdens verksamhet, trots att översten utövade jordbruk i större skala annanstans. På Karlberg handlade det mest om frukt- och trädgårdsodling och det fanns många uppvärmda växthus. År 1912 fanns det 12 olika frukt- och grönsaksrum, med bland annat aprikos, plommon, vin, ananas, körsbär, fikon, äpple och päron. Olika plantlådor lär det ha funnits över tusen av och trädgården täckte flera hektar. 

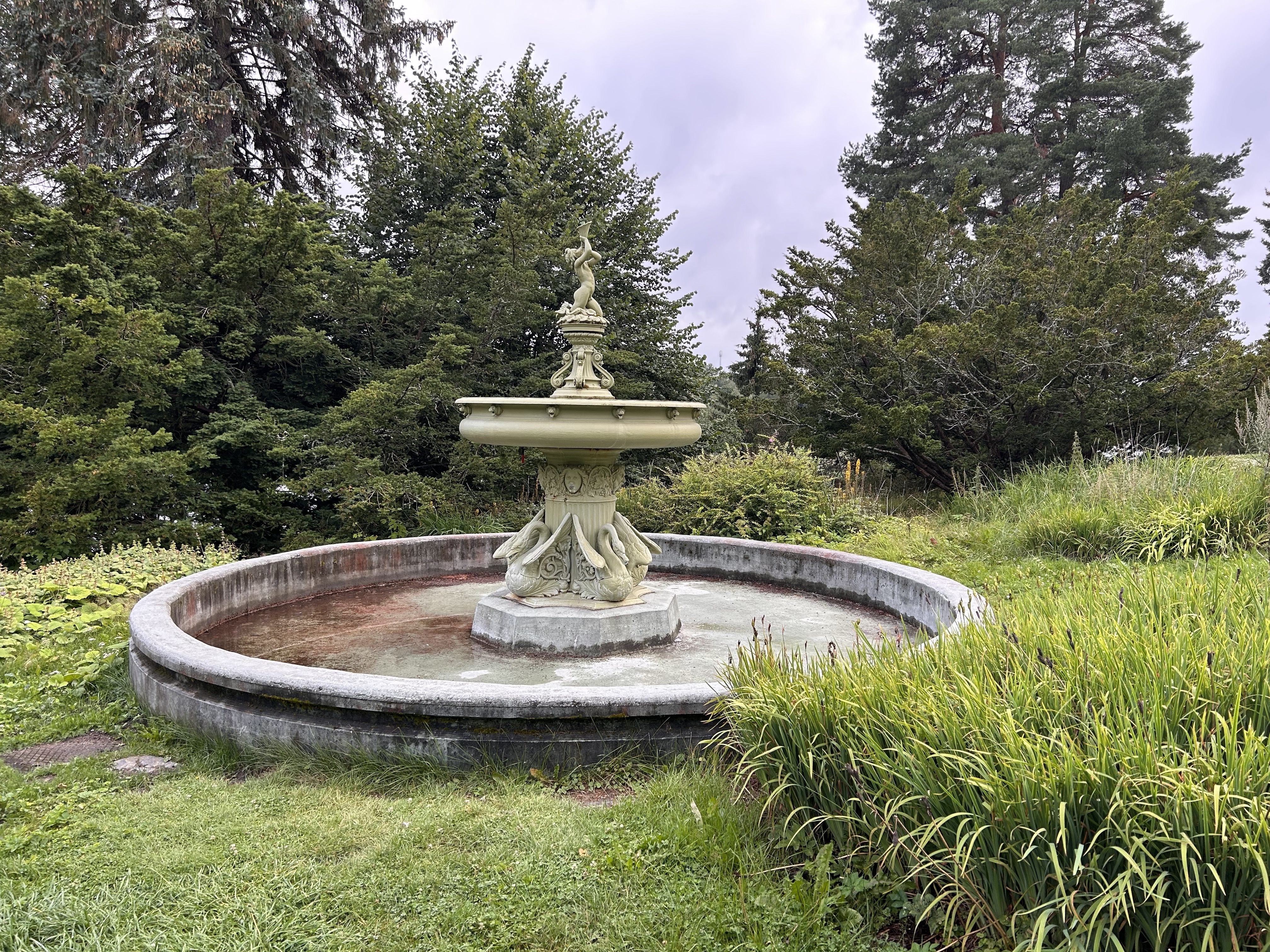
Den gamla fontänen.

Sten- och schaktningsarbeten var överste Standertskjöld speciellt förtjust i och det finns flera olika terrasseringar och stenmurar på området. Dessutom byggdes ett ståtligt ruinslott av granit som i sig ger en bild av ett Karlbergs slott som övergivits. Det största stenarbetet försiggick ändå på borgberget. Eventuella gamla primitiva byggnationer röjdes bort och ett 33 meter högt torn i granit restes år 1907. Från tornets fot leder branta stentrappor, totalt 322 steg, ner till björngrottan där Robert Stigells skulptur Björnfamilj finns. Björngrottan pryds också av en fresk Björnjakt av Lennart Segerstråle. Utsikten från tornet som omfattar nästan hela Egentliga Tavastland har blivit ett nationallandskap med stora skogar som aldrig tar slut, klara sjöar och järnvägen och industrierna i staden Tavastehus. 
Lättare parkkonstruktioner var olika lusthus och de så kallade templen där flanörer kunde vila eller överstens gäster kunde göra en paus för att dricka under hästturer. En del av dessa finns fortfarande kvar, trots att tidens tand hade hunnit få många av träkonstruktionerna att ruttna innan kommande generationer förstod deras värde. Bland annat skolpojken Eino Leino blev förtjust i dessa vackra parkkonstruktioner och har diktat om bland annat Äppeltemplet. På området fanns tidigare också två djurgårdar där man höll bland annat hjortar, fasaner och påfåglar.

### Efter översten

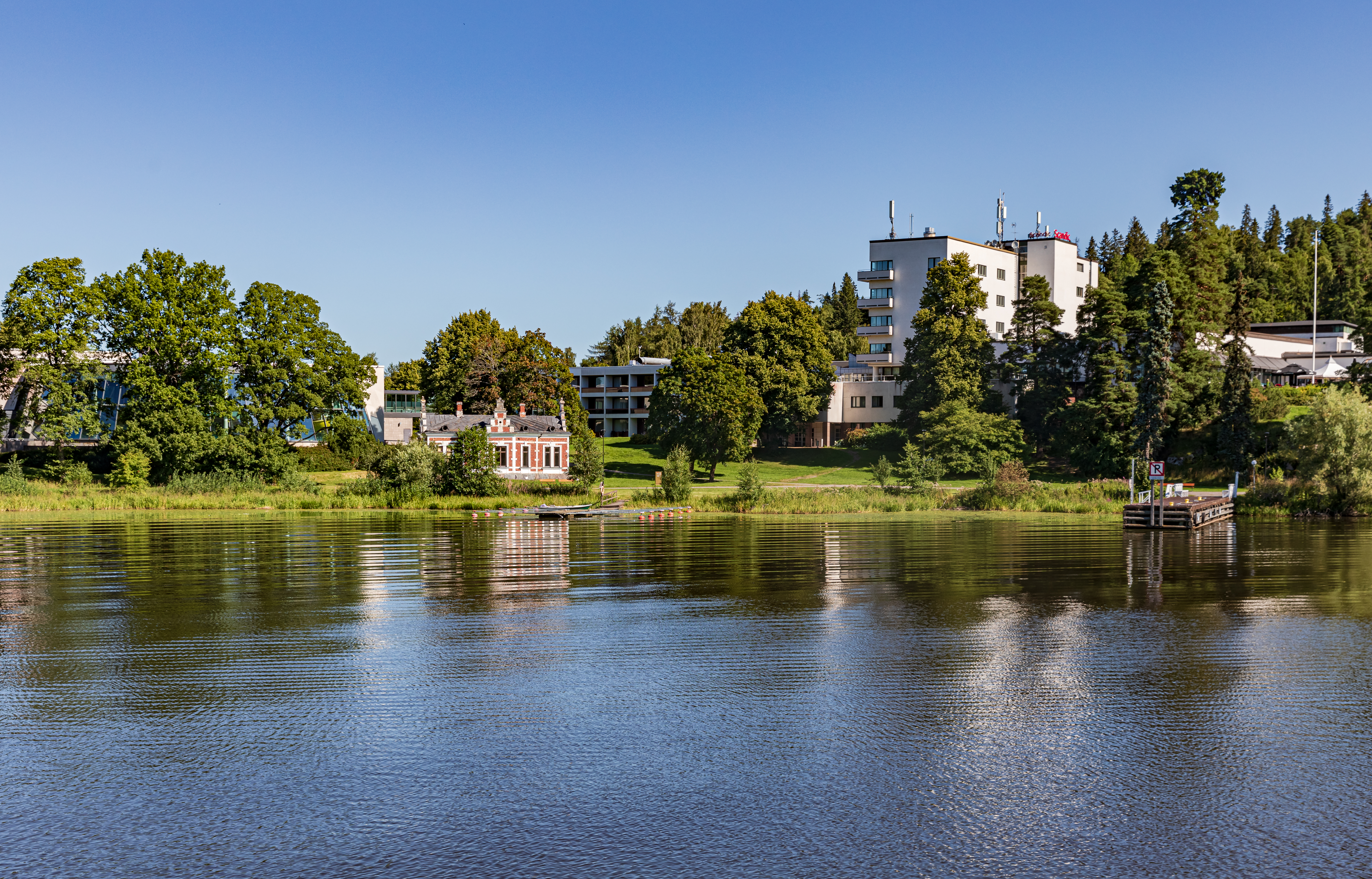
Aulanko Resort.

Emedan överste Standertskjöld blev äldre blev resorna till Karlberg allt färre. Eftersom han dessutom saknade familj var det dags för honom att ge ifrån sig sitt kära Karlberg. Karlberg hade ändå varit ett öppet utfärdsområde för alla tavastehusbor redan under överstens tid och därför kunde området överlåtas till staden relativt smärtfritt. Det enda som skedde var att ägaren byttes. 
I herrgårdens byggnader grundades en restaurang. Huvudbyggnaden brann dock 28 januari 1928 och det sades att flammorna syntes ända från Hyvinge. Staden byggde en ny hotellbyggnad på den nerbrunna herrgårdens plats. Den nya byggnaden revs dock tio år senare och ersattes av den nuvarande huvudbyggnaden. 
Karlbergs rykte som hotell i hemlandet och utomlands var gott och kapaciteten hade blivit otillräcklig. Därför byggdes en 1938–1939 funkisinspirerad huvudbyggnad som planerades av Märta Blomstedt och Matti Lampén. Denna renlinjade funkisbyggnad har blivit känd som det riktiga hotellet Karlberg. Den tillbyggdes 1969–1970 och 1972–1973 med två nya flygelbyggnader (ritade av Aarne Ehojoki) samt utvidgades ytterligare i början av 1980-talet.

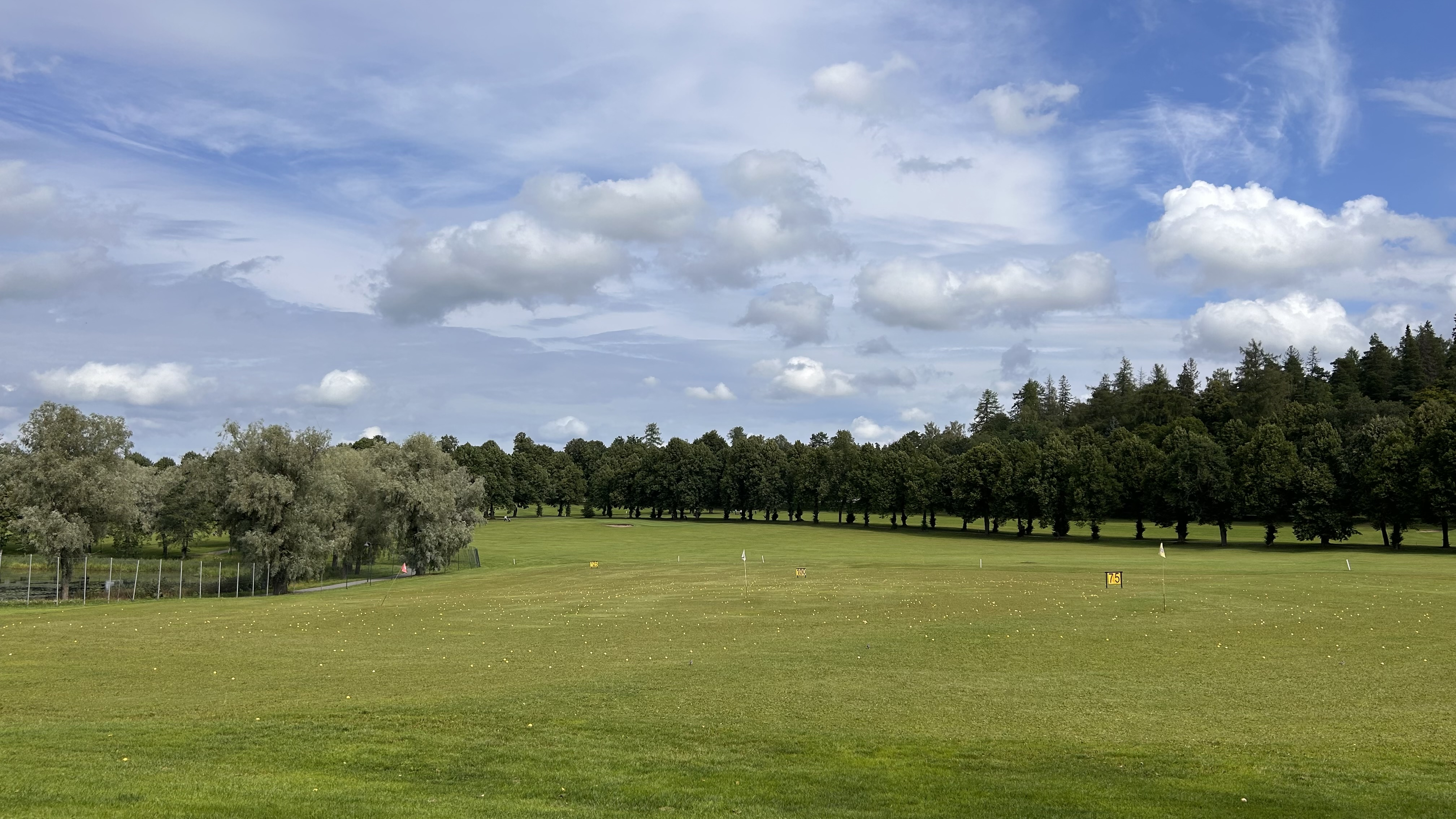
Aulanko Golf.

Under vinterkriget fungerade hotellet som krigssjukhus med operationssalar och andra hjälputrymmen. Under fortsättningskriget var hotellet reserverat för sjukhusverksamhet men det behövdes inte. Däremot användes det som semesterplats för tyska officerare stationerade i Lappland. Dessa semestrande officerare stannade mest för sig själva och kontakterna med stadsborna var få. De åt i Katajisto och syntes därför inte till ens i hotellets matsal. Under kriget sköttes livsmedelsbristen lokalt och till exempel golfbanan användes för potatisodling. 
Efter kriget var den största händelsen olympiska sommarspelen 1952. Femkampare från 14 länder bodde på hotellet och de övade på området. De egentliga tävlingarna skedde på andra sidan staden i Ahvenisto. 
Karlberg utvecklades till ett slags glamour-destination för den finska filmen. Då man ville uppleva någonting luxuöst, slösaktigt och skrytsamt åkte man till Karlberg. Många tavastehusbor gjorde varje år en eller två utfärder till Karlbergs parkskog.

## Karlberg i dag

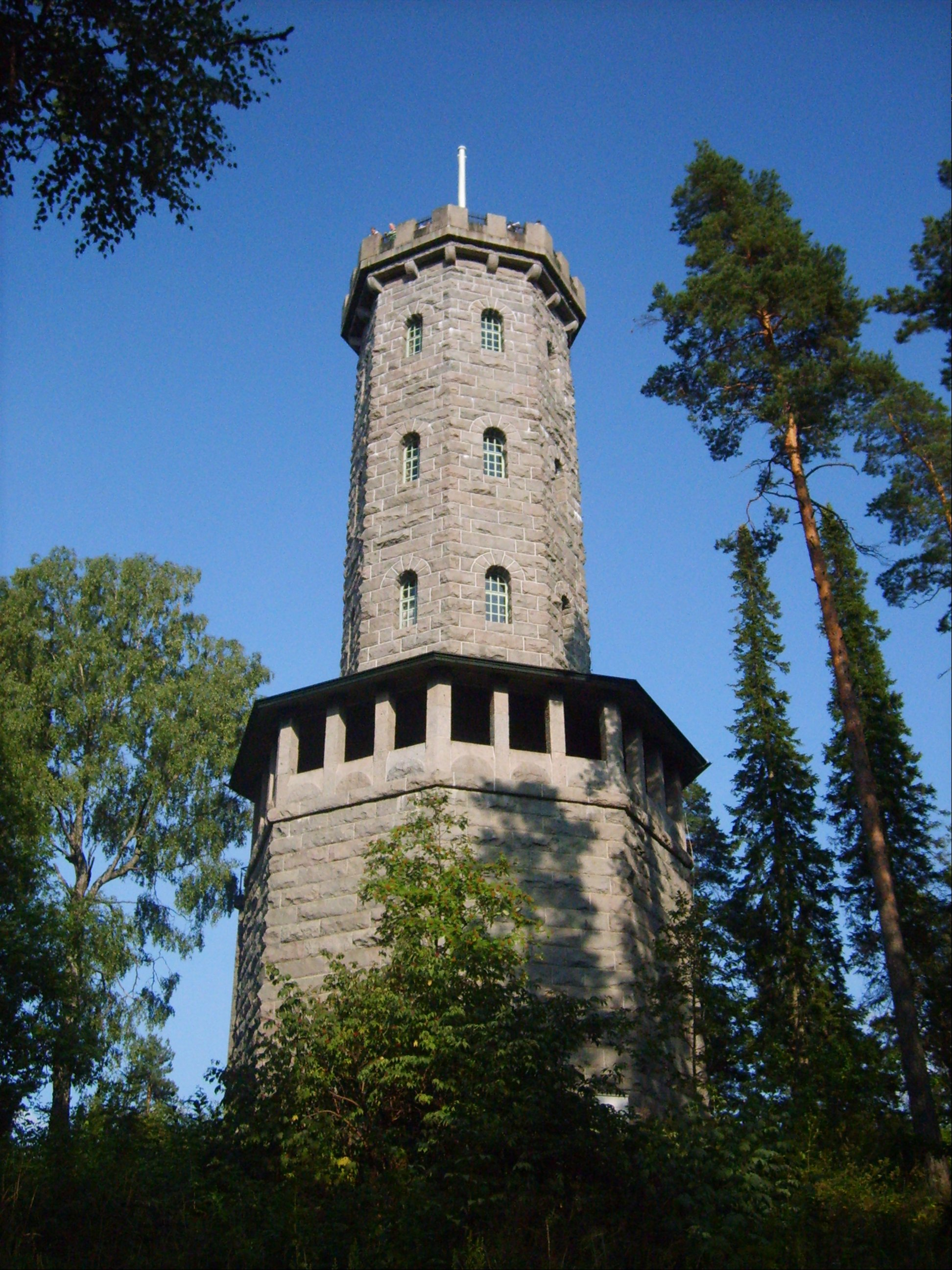
Karlbergs utsiktstorn.

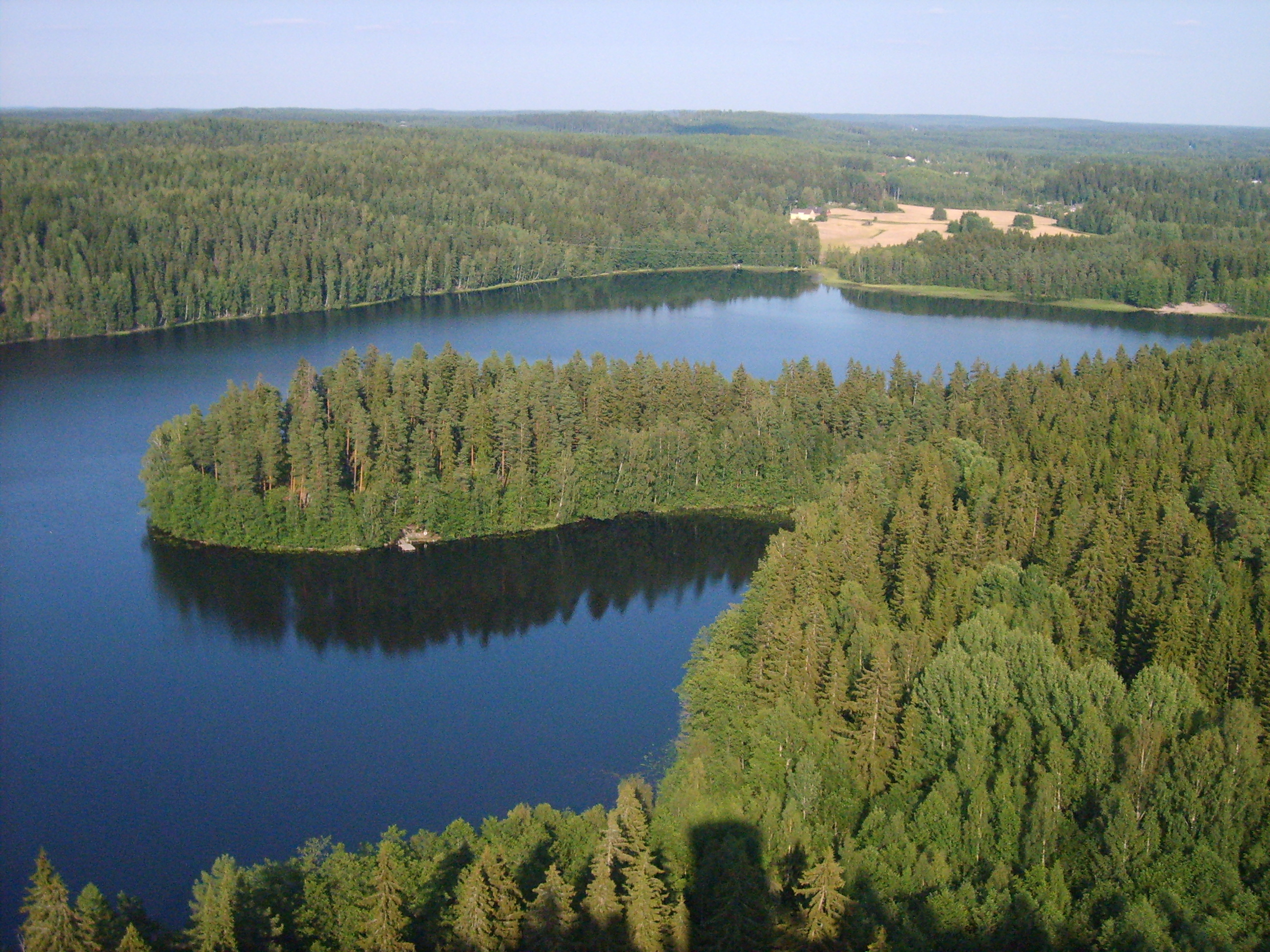
Vyn från utsiktstornet.

### Hotell Rantasipi Aulanko
Rantasipi Aulanko är ett högklassigt konferenshotell i kontinental stil. År 2006 öppnades ett nytt spa i anslutning till hotellet. Samma år öppnades också Aulanko Areena som erbjuder olika idrottsmöjligheter. 

### Katajisto gård
Katajisto gård från början av 1800-talet har varit en central del av Karlberg. Den var länge i dåligt skick utan viktigare funktioner. Nuförtiden finns det en restaurang i byggnaden och några rum för inkvartering. Tillsammans med Rantasipi Aulanko kan Katajisto erbjuda rum för 800 personer. 

### Skogsparken
Stormen 2001 förändrade Karlbergs skogspark mera än någonting annat efter överste Standertskjölds byggnadsarbeten. Naturparken kommer att klara av skadorna och besökare kan se hur naturen återställer sig. Till naturens kretslopp hör till att gamla träd faller omkull och nya får möjlighet att växa. 
Under årens lopp har flera av överstens byggnationer försvunnit från skogsparken men fortfarande finns olika lusthus, konstjorda sjöar och öar, samt uråldriga träd kvar. Golfbanan och lindalléerna som korsar den skvallrar om bördigheten i Vanajavesidalen. 
Den största skillnaden jämfört med överstens tid är att de statyer som fanns längs med den långa strandvägen saknas. Denna europeiska konstart i den finska naturen var unik, men skulle knappast kunna återställas då vandaler tenderar att förstöra sådana objekt. 

### Ruinerna
Nära hotellet finns slottruinerna byggda i grå granit. Sedan 1955 spelas det barnteater i dem. 

### Fritidsområdet
Karlbergs golfplan är en av de äldsta i Finland och togs i bruk genast efter vinterkriget 1940. Den första tävlingen vanns av ägaren till Helsingin Sanomat Eljas Erkko. Under kriget tjänade golfbanan som potatisåker men återställdes till en 9-hålsbana. År 2006 blev en ny 18-hålsbana klar. 
Utöver golf kan man rida, cykla, spela tennis, vandra med mera i den mångsidiga naturen på Karlberg som omfattar både skötta parker och skogar i naturskick. 

### Utsiktstornet
Karlbergs utsiktstorn firade 100-årsjubileum 11 augusti 2007. Tornet besöks årligen av nästan 100 000 personer.
Utsiktstornet har byggts på den plats där det för cirka 1 000 år sedan fanns en borg. Från Borgberget (även Aulangonvuori) kan man se två andra borgberg och från utsiktstornet kan man se fyra stycken borgberg i Tavastland. 